# Імператриця солі та удачі
Імператриця солі та удачі (англ. The Empress of Salt and Fortune) — фентезійна повість американської письменниці Нґі Во 2020 року. Це перша книга циклу «Співучі пагорби», за якою пізніше того ж року вийшло продовження «Коли тигр зійшов з гори». У центрі сюжету — священнослужитель, який слухає розповіді про нещодавно померлу імператрицю. У 2021 році книга отримала премію «Г'юго» за найкращу повість та була номінована на премію «Локус» 2021 як найкраща повість.

## Сюжет
Клірик Чих з монастиря Співочих пагорбів відвідує покинутий палац «Процвітаюча Фортуна» після смерті Ін-Йо, імператриці солі та фортуни. Їх супроводжує балакучий одуд на ім'я Майже Геній. Прибувши до палацу, вони зустрічають Кроличиху, літню жінку, яка колись була служницею імператриці. Вона розповідає Чиху про життя імператриці Ін-Йо, поки вони каталогізують вміст палацу.
Ін-Йо була північною принцесою, яку видали заміж за Імператора Сосни і Сталі, коли імперія зміцнювала свій контроль над північчю. Після того, як вона народила йому спадкоємця, імператор наказав стерилізувати її та заслати до «Процвітаючої Фортуни», віддаленого заміського палацу. У «Процвітаючій Фортуні» імператриця Ін-Йо ізольована і перебуває під наглядом своїх слуг, але з часом їй вдається налагодити невелику мережу зв'язку. Ін-Йо таємно листується зі своєю родиною та союзниками на півночі, сподіваючись повалити імператора. Кроличиха закохується в Сукай, одну зі шпигунок-віщунок Ін-Йо. Ін-йо влаштовує паломництво, щоб залишити своє заслання у «Процвітаючій Фортуні». Вона замінює свій перший караван слуг і службовців на північних воїнів, що дозволяє їй вирватися з-під опіки Імперії. Палацовий урядовець страчує Сукай, а його голову доставляють до Ін-Йо під час паломництва. Після повернення до Процвітаючої Фортуни Кроличиха народжує доньку Сукай. Ін-Йо видає дитину за свою власну, народжену чудесним чином. Вона веде військо на столицю, імператора вбивають, а Ін-Йо сідає на трон. Нещодавно вона померла, і на престол вступила її спадкоємиця, таємна донька Кроличихи. Чих вшановує Кроличиху як матір нової імператриці. Кроличиха зникає вночі, а Чих залишає «Процвітаючу Фортуну» і їде до столиці на коронацію імператриці.

## Основні теми
Strange Horizons зазначили, що роман нівелює очікування читача щодо важливості «побічних персонажів» і «головного героя». Хоча Ін-Йо можна вважати головною героїнею, оскільки її дії рухають сюжет вперед, історії життя Кроличихи надається однакова важливість. Незважаючи на те, що вона дівчина-селянка, її стосунки з імператрицею становлять емоційний стрижень повісті. Повість також досліджує безправність, гноблення та класовість. Кроличиха ніколи не ділиться своїм ім'ям, і більша частина її походження залишається загадкою. Крім того, її стосунки з Ін-Йо ускладнені їхнім різним багатством і соціальним статусом. Чих записує історії інших, але не свою власну.

## Стиль
Історію Ін-Йо Чиху передає Кроличиха, ненадійна оповідачка. Оскільки у Кроличихи є власні мотиви, які розкриваються через історію, читач повинен визначити, чи не пропускає вона щось.
Світобудова сюжету поєднує в собі елементи різних реальних азійських культур і мов, зокрема Китаю та В'єтнаму.

## Відгуки
Роман отримав схвальні відгуки критиків. Вона була номінована на премію «Локус» 2021 року як найкраща повість та виграла премію «Г'юго» 2021 як найкраща повість.
Publishers Weekly відзначив нову рецензію, назвавши її «майстерно розказаною історією… яка справді вразить». Огляд NPR назвав це «видатним досягненням оповідання», похваляючи спосіб, у який він посилює голоси жінок, а також дивних персонажів, включаючи небінарного священнослужителя Чиха. Повість також отримала похвалу за багатошарову структуру оповіді, у якій Чих, Кроличиха та Ін-Йо роздають різні фрагменти історії. Рецензенти високо оцінили жіночих персонажів роману, те, як жінки борються зі своїм патріархальним суспільством, а також «ліричну» та «переслідуючу» прозу.
Рецензент із DVAN похвалив Во за її яскравий стиль написання та глибоку характеристику, але вважав, що світобудова та магічна система були слабким місцем твору.